# فانی مندلسون

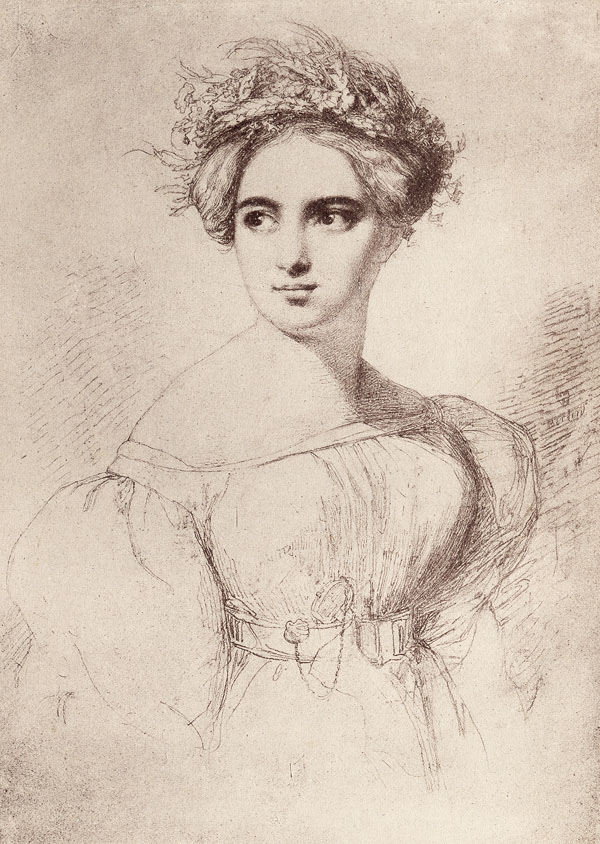
فانی مندلسون، نقاشی‌شده در سال ۱۸۲۹ توسط ویلهلم هنسل

فانی مندلسون (انگلیسی: Fanny Mendelssohn؛ زادهٔ ۱۴ نوامبر ۱۸۰۵ – درگذشتهٔ ۱۴ مهٔ ۱۸۴۷) یک آهنگساز و نوازنده پیانو اهل آلمان بود.
او خواهر بزرگ‌ترِ فلیکس مندلسون، آهنگساز و پیانیست نامدار بود.